# Диджитал-хардкор
Диджитал-хардкор — це суміш жанрів, який поєднує хардкор-панк із жанрами електронної танцювальної музики, такими як брейкбіт, техно та драм-н-бейс, а також залучає хеві-метал і нойз. Зазвичай він має швидкий темп і агресивне звучання. Цей стиль був започаткований Алеком Емпайром з німецької групи Atari Teenage Riot на початку 1990-х років, і часто містить соціологічні або ультраліві ліричні теми.

## Характеристики
Диджитал-хардкор-музика, як правило, швидка й абразивна, поєднує швидкість, важкість і атмосферу хардкор-панку, треш-металу та ріот грррл з електронною музикою, такою як хардкор-техно, габбер, джангл, драм-енд-бейс, глітч і індастріал-рок. Деякі гурти, як-от Atari Teenage Riot, містять елементи хіп-хопу, наприклад фрістайл-реп.
За словами Джеффа Теріча з Treble Media, диджитал-хардкор «на межі досягнення швидкості, несумісної з популярною музикою, ніби швидке прискорення BPM зробить ідею ритму неактуальною або, принаймні, непередбачуваною. Можливо, це музика для танців; безумовно, це музика для крику та ламання речей."
Електрогітара (справжня або семплована і зазвичай сильно спотворена) використовується разом із семплерами, синтезаторами та драм-машинами. Хоча використання електронних інструментів є визначальною рисою жанру, бас-гітари, електрогітари та барабанні установки необов'язкові. Вокал частіше вигукується, ніж співається кількома учасниками гурту. Як правило, тексти пісень дуже політизовані та підтримують ліві чи анархічні ідеали. Деякі практикуючі зазнали впливу анархо-панку. 

## Історія

### 1990-ті роки

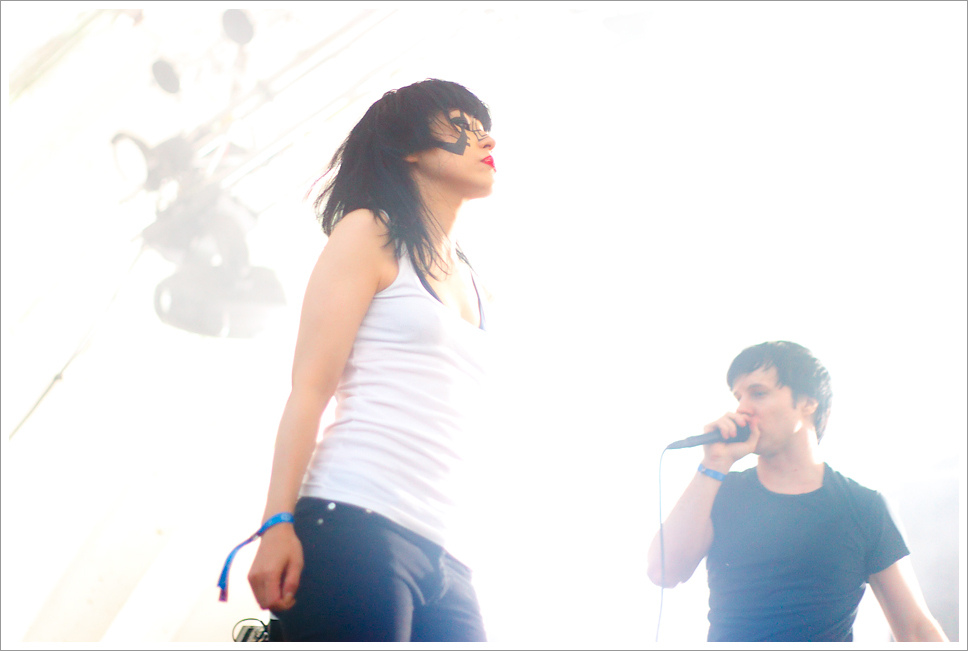
Родоначальниками стилю вважають німецьку групу Atari Teenage Riot.

Подібна музика вперше була створена групою Atari Teenage Riot в Берліні, Німеччина в 1992 році Фронтмен гурту Алек Емпайр ввів термін «диджитал-хардкор», заснувавши незалежний звукозаписний лейбл Digital Hardcore Recordings у 1994 році. Німецькі гурти зі схожим стилем почали підписувати контракти з лейблом, і його андеграундна популярність зросла, у кількох містах Німеччини проводилися невеликі диджитал-хардкор-фестивалі. До середини 1990-х років у світі було створено ряд нових лейблів, що спеціалізуються на цьому жанрі. Серед них Gangster Toons Industries (Париж), Praxis (Лондон), Cross Fade Enter Tainment (Гамбург), Drop Bass Network (США) і Bloody Fist (Австралія). Digital Hardcore Recordings також мали певну спорідненість із франкфуртськими лейблами Mille Plateaux і Riot Beats. Вплив Алека Емпайра згодом став шаблоном для брейккору.
Серед інших відомих музикантів цифрового хардкору цього періоду – Крістоф де Бабалон, Cobra Killer, Sonic Subjunkies, EC8OR, Ханін Еліас, Лоліта Сторм, Нік Ендо, The Panacea та The Mad Capsule Markets.

### 2000-ті роки
За словами Алека Емпайра, «Digital Hardcore пройшов шлях від місцевої берлінської сцени до міжнародного андеграундного руху». Саундтрек до фільму Threat включав внески диджитал-хардкор-музикантів, а також металкор-груп. Джеймс Плоткін, Дейв Вітте та проєкт Speedranch Phantomsmasher поєднали диджитал-хардкор із грайндкором. Відомі диджитал-хардкор-групи XXI століття включають Left Spine Down, Motormark, Death Spells, The Shizit, Rabbit Junk і Fear, and Loathing in Las Vegas.

### 2010–2020-ті роки
Диджитал-хардкор став менш популярним у 2010-х роках. Однак його міжнародний вплив можна помітити в популярності електронікору, подібного музичного жанру, який поєднує хардкор-панк і металкор з електронікою. Німецький гурт We Butter the Bread with Butter досяг комерційного успіху, використовуючи цей ф'южн. Термін «диджитал-хардкор» значною мірою вийшов з ужитку, враховуючи його асоціацію з політично зарядженими текстами, які не є характерними для нових електронікор-виконавців. Одним із відомих цифрових хардкор-гуртів 2010-х років є Machine Girl, особливо в їхньому альбомі 2017 року «...Because I'm Young Arrogant and Hate Everything You Stand For», який поєднує попередній сучасний брейккор стиль гурту із більш екстремальним хардкор-панк-вокалом.

### Літературні джерела
- Reynolds, Simon (1999). Generation Ecstasy: Into the World of Techno and Rave Culture. Routledge. ISBN 0-415-92373-5
- Taylor, Steve (2006). The A to X of Alternative Music. Continuum International Publishing Group. ISBN 0-826-48217-1